# Got de vi de carn lila
El got de vi de carn lila, també conegut per got de vi de peu gran(Gomphus crassipes), és una espècie pertanyent al grup dels gots de vi, basidiomicots de la família de les gomfàcies, que habita en boscos de pi negre amb avets. És un bolet difícil de trobar, i catalogat com a espècie amenaçada dins la llista roja, el podem trobar des de l'estiu fins a finals de tardor.

## Descripció
Bolet en forma de con invertit, molt carnós i robust, de 9-12 cm de base; barret irregular, de color de crema-beix bru groguenc; més fosc en exemplars imbibits d'aigua de pluja; superfície seca, llisa.
Revers violeta, brunenc al frec; amb grans plecs longitudinals molt marcats, anastomosats, decurrents fins al peu.
Cama reduïda a un peu de subcilíndric a troncocònic, gran, bulbós, concolor amb el revers però més pàl·lid.
Carn compacta, fibrosa, lila, bru pàl·lid en els lloc cucats.

## Hàbitat
Molt rar, però allà on apareix produint nombrosos exemplars; des de mitjans d’estiu a tardor; a l'estatge subalpí, en boscos de pi negre (Pinus mugo ssp. uncinata) purs o barrejats amb avets (Abies alba).

## Comestibilitat
Comestible; és un bolet molt escàs, que està en regressió i cal protegir. No s'hauria de collir.